# Donato père et fille
Pour plus de détails, voir Fiche technique et Distribution.
Donato père et fille, également connu sous le titre Flic et ... justicier (Donato and Daughter), est un téléfilm américain réalisé par Rod Holcomb, diffusé en 1993.

## Synopsis
Deux policiers, père et fille, aidés d'une brigade spéciale, traquent un tueur en série qui assassine uniquement des religieuses.

## Fiche technique
- Titre français : Donato, père et fille ou Flic et ... justicier
- Titre original : Donato and Daughter ou Dead to Rights
- Réalisation : Rod Holcomb
- Scénario : Robert Roy Pool, d'après un roman de Sandra Scoppettone (sous le pseudonyme de Jack Early)
- Musique : Sylvester Levay
- Photographie : Thomas Del Ruth
- Montage : Christopher Nelson
- Production : Marian Brayton & Anne Carlucci
- Société de production : Multimedia Motion Pictures
- Société de distribution : CBS
- Pays :  États-Unis
- Langue : Anglais
- Format : Couleur - Dolby - 35 mm - 1.85:1
- Genre : Policier
- Durée : 90 min

## Distribution
- Charles Bronson (VF : André Valmy) : Le sergent Mike Donato
- Dana Delany (VF : Danièle Douet) : Le lieutenant Dena Donato
- Xander Berkeley (VF : Nicolas Marié) : Russ Loring
- Marc Alaimo (VF : Michel Vigné) : L'inspecteur Petsky
- Robert Gossett (VF : José Luccioni) : L'inspecteur Bobbins
- Tom Verica (VF : Guy Chapellier) : Bobby Keegan
- Jenette Goldstein (VF : Françoise Cadol) : L'inspecteur Judy McCartney
- Bonnie Bartlett (VF : Maria Tamar) : Renata Donato
- Malachi Pearson (VF : Boris Roatta) : Cal Donato
- Michael Cavanaugh (VF : Jacques Brunet) : Vinnie Stellino
- Louis Giambalvo : Le chef Hugh Halliday
- Richard Kuss (VF : Marc Cassot) : Le chef Stone
- Ian Patrick Williams (VF : Jean-Pierre Leroux) : Kim Lyle
- Julianna McCarthy (VF : Arlette Thomas) : Adele Loring
- Patti Yasutake (VF : Annie Balestra) : Dr. Stewart